# Anna Kubatko-Zielińska
Anna Maria Kubatko-Zielińska (ur. 10 października 1942, zm. 3 lipca 2022) – polska okulistka, strabolog, doktor habilitowany medycyny.
Dyplom lekarski zdobyła na Akademii Medycznej w Krakowie. Habilitowała się w 1994 roku na podstawie oceny dorobku naukowego i pracy pod tytułem Wybrane zespoły wrodzonych zaburzeń narządu ruchowego oczu. Ocena metod leczenia operacyjnego.
Pracowała w Katedrze Okulistyki Collegium Medicum Uniwersytetu Jagiellońskiego oraz jako asystent na Oddziale Klinicznym Okulistyki i Onkologii Okulistycznej krakowskiego Szpitala Uniwersyteckiego. Należała do Polskiego Towarzystwa Okulistycznego (była członkiem zarządu głównego). Swoje prace publikowała m.in. w Klinice Ocznej i Okulistyce. Zainteresowania kliniczne i badawcze A. Kubatko-Zielińskiej dotyczyły m.in. okulistyki dziecięcej i leczenia zeza.